# Lathroeus mysticus
Lathroeus mysticus là một loài bọ cánh cứng trong họ Cerambycidae.